# Saka Yerima
Saka Yerima est un wassangari de la dynastie Macararou. Il est le premier résistant de la pénétration colonial dans le Haut-Dahomey.

## Biographie
Né vers 1830, Saka Yerima est le fils de Kasa Pérégui originaire de Darukpara dans la commune de Pèrèrè et de Yon Pénuguy originaire de Péguru. Saka Yérima est élevé dans la tradition Wassangari dans son village maternel. Très tôt, il viendra passer sa jeunesse aux côtés de son père dans la région de Pèrèrè. Saka Yérima est le premier résistant à la pénétration coloniale dans le Baruou (pays Baatombu Wassangari).

## Héros
À la suite de l'incendie de Gbégourou par les Français le 4 novembre 1897 qui était son village maternel, Saka yérima ne supportant plus la présence des forces françaises, mobilise les guerriers du Macaratèb entre autres, N'dali, Buri, Tamaru. Il mobilise également les forgerons de Pèrèrè dans la fourniture des flèches empoisonnées pour pouvoir combattre l'envahisseur étranger et aussi des guerriers du Borgou dont Bio Guéra.

## Résistance
Après le retentissement de Gbagba, c'est-à-dire le tam-tam annonciateur de guerre, Saka Yérima répartit son groupe en deux troupes. Le premier s'établit à guynaguru parce que la colonne expéditionnaire française devait passer par là pour arriver Pèrèrè avant d'atteindre Nikki, la capitale politique du royaume de Baruou. Le 8 novembre 1897, le poste de Gynaguru va céder sous les feux nourris par les troupes de la colonne française. Les rescapés de cette bataille vont regagner Bonuki où Saka Yérima avait confié une partie de ses hommes sous le commandement de Tamasunon qui prendra le titre à titre posthume Bonukipkunon. Malgré le cadre propice de refuge, ils ont été surpris par les Français. Ce jour-là, il y a eu un carnage du côté des wassagari, Tamasunon va y perdre la vie et sera enterré sur place et portera le nom Bonukipkunon (enterré à Bonuki en langue Bariba).
Étant informé de la mort de Tamasunon Bonuki, Saka Yerima rejoint la troupe. Mais entre temps, les Français ayant vaincu ses hommes, il entre à Pèrèrè puis à NikKi le 13 novembre 1897 et le 19 novembre, 6 jours après le Sinaboko (le souverain suprême du Baruou) va se rendre. Bien qu'il se soit rendu, Yérima mobilise la population durant la trêve et la galvanise afin d'organiser une nouvelle stratégie de guerre dans le but de surmonter le déséquilibre en armement face aux troupes françaises d'où l'érection d'une forteresse à Ario d'une superficie de 3,6 hectares, haute de 3 mètres munie d'une seule porte située à l'est de la fortification,.
Des personnes ayant vendu la mèche aux troupes françaises, celles-ci y font irruption où un combat éclate. Après des heures de lutte, Saka Yérima, sa troupe et ses compagnons se font exploser dans la fortification le 31 décembre 1897.